# Tropidurus
Tropidurus és un gènere de sauròpsids (rèptils) escatosos de la família Tropiduridae que inclou a diverses espècies de rèptils sud-americans, de les quals set són endèmiques de les illes Galápagos.

## Taxonomia
- Tropidurus arenarius (Tschudi, 1845)
- Tropidurus bogerti Roze, 1958
- Tropidurus callathelys Harvey & Gutberlet, 1998
- Tropidurus catalanensis Gudynas & Skuk, 1983
- Tropidurus chromatops Harvey & Gutberlet, 1998
- Tropidurus cocorobensis Rodrigues, 1987
- Tropidurus divaricatus Rodrigues, 1987
- Tropidurus durkaczii Durkacz, 2013
- Tropidurus erythrocephalus Rodrigues, 1987
- Tropidurus etheridgei Cei, 1982
- Tropidurus guarani Alvarez, Cei & Scolaro, 1994
- Tropidurus helenae Manzani & Abe, 1990
- Tropidurus hispidus Spix, 1825
- Tropidurus hygomi Reinhardt & Lütken, 1861
- Tropidurus insulanus Rodrigues, 1987
- Tropidurus itambere Rodrigues, 1987
- Tropidurus jaguaribanus Passos, Lima & Borges-Nojosa, 2011
- Tropidurus melanopleurus Boulenger, 1902
- Tropidurus montanus Rodrigues, 1987
- Tropidurus mucujensis Rodrigues, 1987
- Tropidurus nanuzae
- Tropidurus oreadicus Rodrigues, 1987
- Tropidurus panstictus Myers & Donnelly, 2001
- Tropidurus pinima Rodrigues, 1984
- Tropidurus psammonastes Rodrigues, Kasahara & Yonenaga-Yasuda, 1988
- Tropidurus semitaeniatus Spix, 1825
- Tropidurus spinulosus Cope, 1862
- Tropidurus torquatus Wied-Neuwied, 1820
- Tropidurus xanthochilus Harvey & Gutberlet, 1998